# Pteroplax cornutus
Pteroplax cornutus è un tetrapode estinto, appartenente ai rettiliomorfi. Visse nel Carbonifero superiore (circa 310 milioni di anni fa) e i suoi resti fossili sono stati ritrovati in Gran Bretagna.

## Descrizione
Questo animale è noto per alcuni resti fossili piuttosto frammentari, comprendenti un cranio parziale e alcuni elementi dello scheletro tra cui costole e vertebre. I resti indicano che doveva essere un animale di taglia media lungo circa due metri, dal cranio lungo poco più di 20 centimetri. Il corpo doveva essere lungo e flessibile, e la coda altrettanto lunga doveva essere piatta lateralmente. Gli arti dovevano essere minuscoli e non adatti alla locomozione terrestre.
Pteroplax differiva dall'assai simile Eogyrinus principalmente per le minori dimensioni e per alcune caratteristiche delle vertebre: in Pteroplax, gli intercentri erano spessi sia dorsalmente che ventralmente e vi era la presenza di un canale supraneurale almeno nelle vertebre dorsali anteriori. Il canale supraneurale potrebbe aver ospitato un legamento longitudinale atto a irrobustire la colonna vertebrale presacrale, molto allungata. I centri vertebrali degli individui subadulti mostravano grandi forami per la notocorda, e gli intercentri erano sprovvisti della copertura ventrolaterale di osso periosteale (Boyd, 1980).

## Classificazione
Pteroplax cornutus è stato descritto per la prima volta nel 1868, sulla base di fossili ritrovati nelle miniere di carbone del Northumberland, in Inghilterra. I fossili sono stati a lungo confusi con quelli di altri animali simili, come Eogyrinus e Pholiderpeton. È possibile, in effetti, che tutti questi tre generi fossero un solo genere. Pteroplax, in ogni caso, sembrerebbe essere stato più piccolo degli altri due. Pteroplax, Eogyrinus e Pholiderpeton appartengono agli eogirinidi, un gruppo di tetrapodi carboniferi dal corpo allungato, considerati membri degli embolomeri.

## Paleobiologia
Come tutti gli eogirinidi, anche Pteroplax era probabilmente un predatore acquatico che si muoveva agilmente nelle acque dolci a caccia di pesci e piccoli anfibi.